# Askal

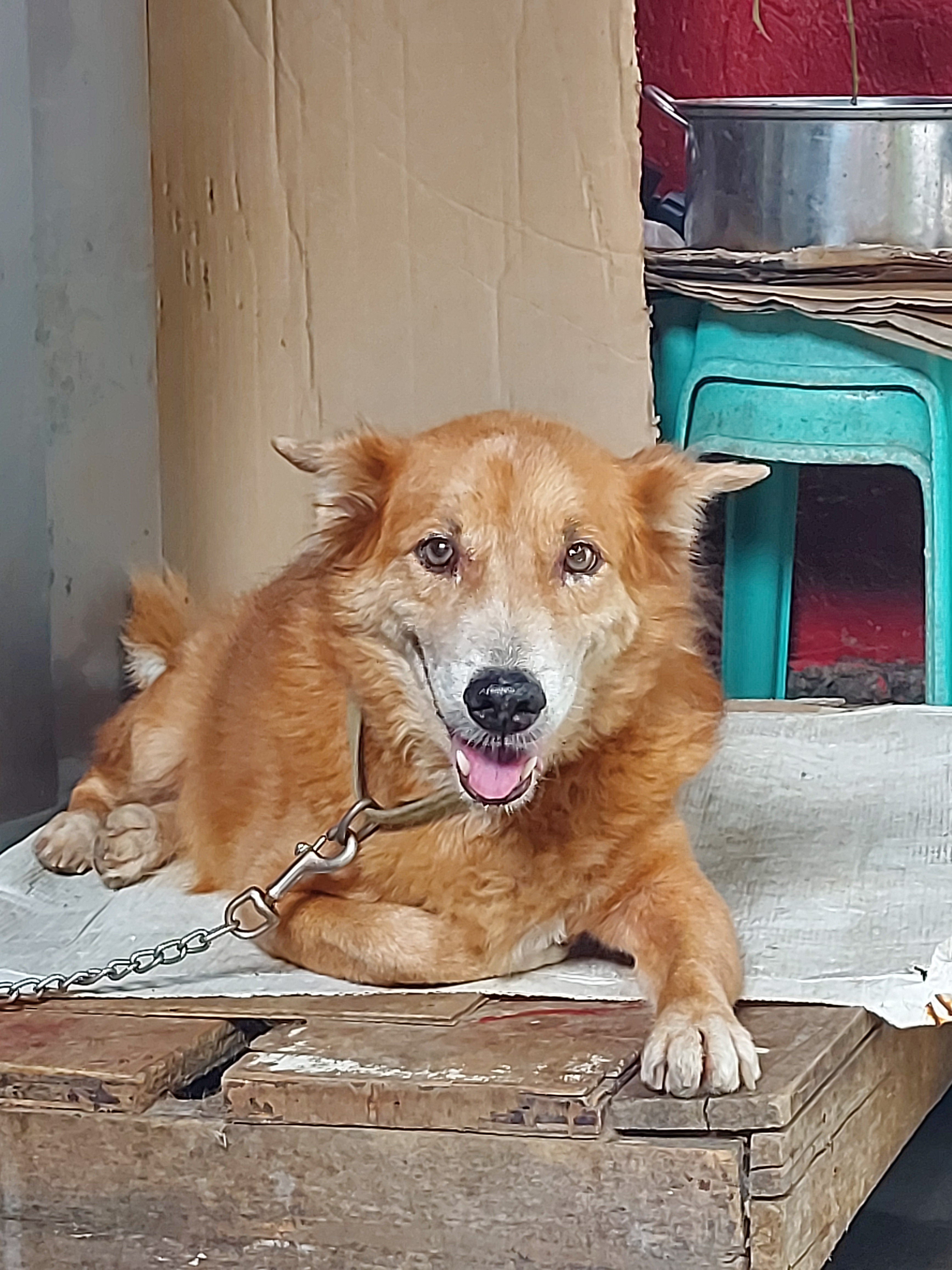
Un Askal maschio al guinzaglio

Il cane askal (asong kalye) , significa cani smarriti, aspin o aso dog o asong pinoy è il nome in lingua tagalog dei cani di razza mista originari delle Filippine.
Esiste anche un cane chiamato cane tigre o aso ng gubat dalla gente di Bukidnon a Mindanao; esso viene anche chiamato cacciatore di uccelli a Luzon e cane strega a Visayas.

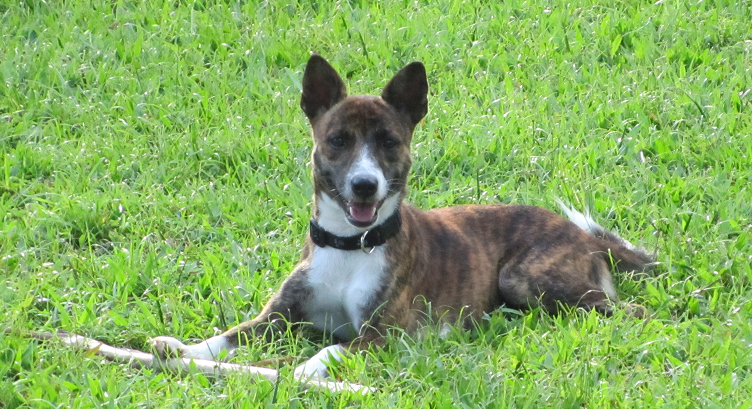
Un Aso dog

## Storia
Alla fine del XX secolo, i cani comunemente visti vagare per le strade erano chiamati " aschal ", un portmanteau derivato dal tagalog di asong kalye, che letteralmente significa cane di strada. 
Nel 2007, la Philippine Animal Welfare Society (PAWS) ha suggerito il termine alternativo " aspin ", abbreviazione di asong Pinoy (cane pinoy) per evitare lo stigma associato al termine " askal ".
In cebuano, i cani sono chiamati irong Bisaya, che letteralmente significa " cane visayan " o "cane nativo".
L'aso ng gubat è un possibile candidato ad essere la prima razza ufficiale di cani indigeni nelle Filippine.

## Caratteristiche
Aspins o askal non hanno lignaggi chiari che possono aver contribuito a quello che oggi sembrano, ciò perché sono incroci casuali tra una varietà di cani e razze miste che vagano per le strade delle Filippine. Tuttavia, hanno caratteristiche che li identificano distintamente.
Il pelo può essere a pelo corto o ruvido. I colori del mantello variano da nero, marrone, bianco (comunemente), rosso (raro), tigrato, grigio e crema. I punti si trovano comunemente alla base della coda e sul retro in modo semicircolare. Il muso a volte appare nero se il colore del mantello è marrone. La coda è di solito tenuta alta e le orecchie possono essere flosce, semiflosce o completamente erette. La struttura ossea di un nativo askal è di fascia media, mai pesante come nei rottweiler per esempio.